# آلپ یولی
آلپ یولی، نام کوهستانی است در جنوب شرقی رشته کوه‌های آلپ. این کوه‌ها عمدتاً در شمال غربی یوگسلاوی سابق واقع هستند. این کوهستان از ایتالیا تا اسلوونی کشیده شده و به نام ژولیوس سزار (لاتین: یولیوس سزار)، فرمانروای جمهوری روم و خاندان یولی او نام‌گذاری شده‌اند.
کوه تریگلاو با ارتفاع ۲٬۸۶۴ متر، بلندترین کوه آلپ یولی است.

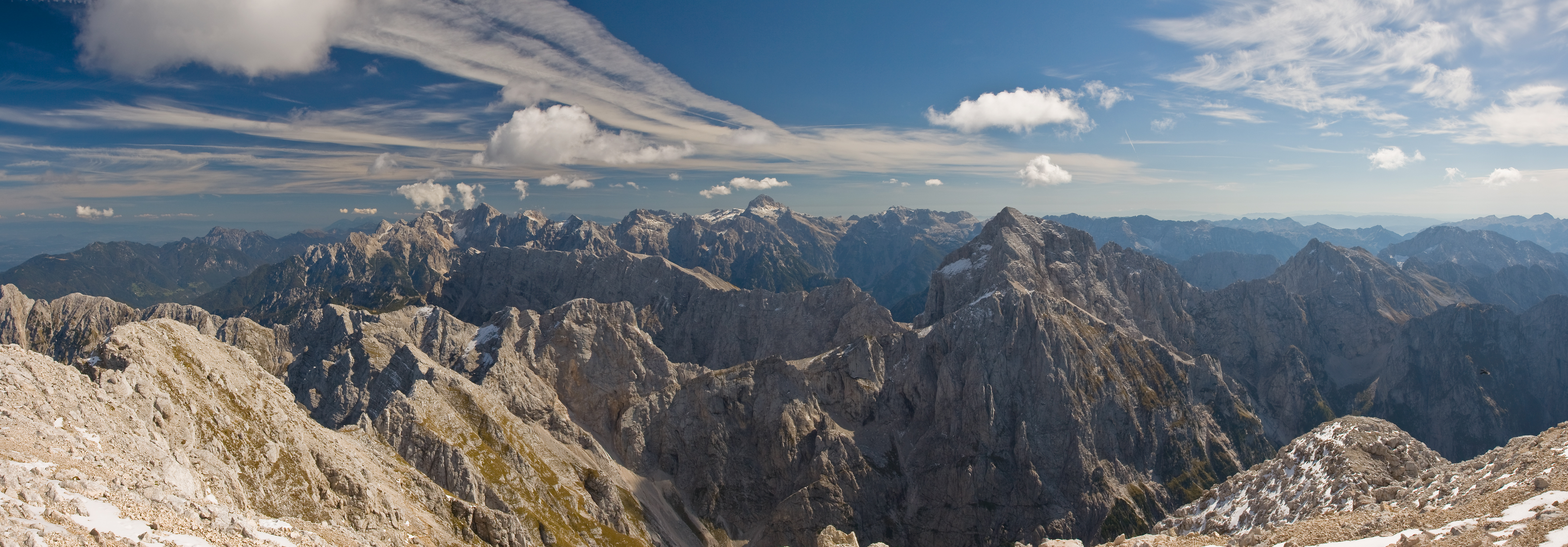
نمایی از آلپ یولی.

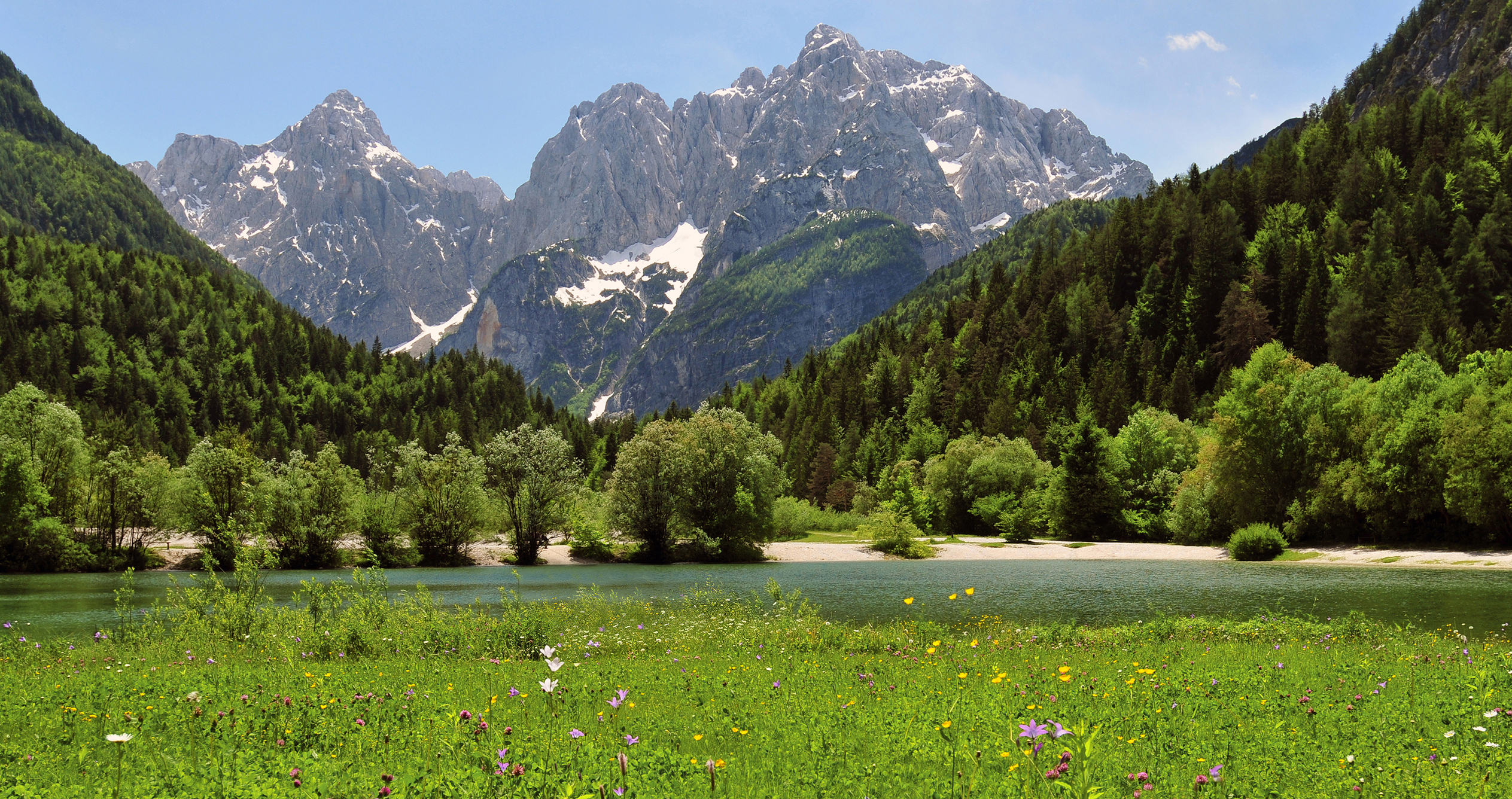
کرانیسکا گورا